# Norma (opera)
Norma je název opery Vincenza Belliniho z roku 1831. Autorem libreta je Felice Romani.

## Hlavní postavy
- Pollione, římský prokonzul Gallie (tenor)
- Oroveso, druid (bas)
- Norma, jeho dcera (soprán)
- Adalgisa, kněžka (mezzosoprán)
- Flavius (tenor)

## Obsah
Norma je tragická opera o dvou dějstvích. Její děj se odehrává v antické Galii.

### První dějství
Pollione se přiznává svému příteli Flaviovi, že je tajně ženatý s druidskou kněžkou Normou a má s ní dokonce dvě děti. Normu však již nemiluje – místo ní chce vzít s sebou zpět do Říma její přítelkyni, kněžku Adalgisu, která s jeho návrhem souhlasí.
Norma se v rozhovoru s Adalgisou dozvídá o Pollionovu plánu a proklíná jej. Když Adalgisa zjistí, že je Pollione manželem Normy, rovněž se od něj odvrací.

### Druhé dějství
Norma se rozhodne zabít své dva syny, je však matkou a tak nemůže… zavolá Adalgisu a říká jí, aby vzala její syny, odvedla je za Pollionem a odjela s ním do Říma, jen tak nebudou potupeni otroctvím Římu. Adalgisa ale odmítá a slibuje, že se u Polliona přimluví a vrátí jí jeho lásku. To se však Adalgise nepodaří a Pollione ji chce unést s sebou do Říma.
Norma se rozhoduje pomstít a svolává do svatyně gallské bojovníky, aby je přemluvila k povstání proti Římu. Během obřadu je zajat cizí vetřelec – Pollione. Norma obžalovává sebe z porušení slibu čistoty a Polliona ze spoluúčasti na tomto zločinu. Společně oba vstupují na obětní hranici a nechávají se obřadně upálit.

## Nahrávky
Titulní roli zpívaly nejpřednější sopranistky světové operní scény, například: Maria Malibran, Lilli Lehmann, Zinka Milanov, Rosa Ponselle, Maria Callas, Cristina Deutekom, Joan Sutherland, Edita Gruberová, Sondra Radvanovsky, Montserrat Caballé.
- 1960: Osoby a obsazení: Norma (Maria Callas), Pollione (Franco Corelli), Adalgisa (Christa Ludwig), Oroveso (Nicola Zaccaria), Flavio (Piero de Palma), Clotilde (Edda Vincenzi). Sbor a Orchestr milánské Scaly řídil Tullio Serafin.

## Zajímavosti
- Motiv violoncellového partu ze začátku druhého jednání opery použil Belliniho ctitel Frédéric Chopin pro svou etudu číslo 7 cis-moll, Op. 25.